# Sun Records
Sun Records é uma gravadora independente fundada pelo produtor Sam Phillips em Memphis, Tennessee, em 1 de fevereiro de 1952.

## História
A Sun Records ficava em Memphis, Tennessee, e começou a operar em 1 de fevereiro de 1952. Fundada por Sam Phillips, a Sun Records ficou conhecida por lançar astros como Elvis Presley, Carl Perkins, Roy Orbison e Johnny Cash. Entretanto, passada esta época a Sun começou a trabalhar com músicos negros. Phillips adorava o rhythm and blues e queria que o gênero alcançasse o público branco. Foi o produtor e engenheiro de som da Sun, Jack Clement, que descobriu e lançou Jerry Lee Lewis enquanto o dono da gravadora viajava para a Flórida.
A música de muitos artistas da Sun Records ajudou a formar parte das bases da música popular da segunda metade do século 20, além de dar forma ao rockabilly e influenciar várias bandas, particularmente os Beatles.
Em 28 de janeiro de 2021, a Sun Records adquirida pela Primary Wave por 30 milhões de dólares.